# Habib Koité
Habib Koité (* 1958) je mezinárodně známý malijský zpěvák a kytarista, který propojuje západoafrickou hudební tradici se západním rockem. Jeho doprovodná skupina Bamada je složená z talentovaných západoafrických hudebníků (další velkou hvězdou je balafonista Kélétigui Diabaté).
Koité je známý svou unikátní hrou na kytaru. Používá pentatonické stupnice, některé jeho skladby jsou ovlivněny blues a flamencem. Oproti jiným známým malijským hudebníkům (jako je Salif Keita nebo Oumou Sangaré) upřednostňuje srozumitelný, uvolněný, tichý a koncentrovaný zpěv před technickou dokonalostí. Členové skupiny Bamada hrají na harmoniku, housle, calabasu a koru. Všechny skladby píše sám, texty jsou v angličtině, francouzštině a bambarštině.

## Diskografie
- Muso ko, 1995
- Ma Ya, 1999
- Baro, 2001
- Live!, 2004
- Afriki, 2007